# Vilhelm Thomsen
H.E. Vilhelm Ludwig Peter Thomsen (født 25. januar 1842 i København, død 12. maj 1927 sammesteds) var en dansk sprogforsker. Han var bror til Carl Thomsen.
Han er opvokset i Randers. Han blev student fra Randers Statsskole 1859, siden kandidat fra Københavns Universitet 1867 og dr.phil. 1869. Han underviste i græsk ved Borgerdydskolen fra 1871 til 1878. Fra 1875 var han docent i sammenlignende sprogvidenskab ved Københavns Universitet, og i 1887 blev han udnævnt til professor.
Thomsen er berømt for banebrydende arbejder om tidlige kontakter mellem de germanske sprog og de østersøfinske sprog. I 1893 lykkedes det ham at tyde tyrkisksprogede indskrifter på Orkhon-indskrifterne, to stenmonumenter i Mongoliet, og fik dermed nøglen til det ældste tyrkiske skriftsprog. Skrifttegnene kaldes runer og sproget undertiden runetyrkisk, fordi skrifttegnene minder en del om de skandinaviske runer.
Vilhelm Thomsen blev æresborger i Randers, hvor der er en plads opkaldt efter ham. Han modtog i 1912 medlemskab af Elefantordenen og blev den første borgerlige elefantridder i det 20. århundrede. Han var præsident for Videnskabernes Selskab fra 1909 til sin død i 1927.